# Municipio de Norwich (condado de Missaukee)
El municipio de Norwich (en inglés: Norwich Township) es un municipio ubicado en el condado de Missaukee en el estado estadounidense de Míchigan. En el año 2010 tenía una población de 611 habitantes y una densidad poblacional de 3,25 personas por km².

## Geografía
El municipio de Norwich se encuentra ubicado en las coordenadas 44°28′23″N 84°58′38″O / 44.47306, -84.97722. Según la Oficina del Censo de los Estados Unidos, el municipio tiene una superficie total de 188.03 km², de la cual 186,27 km² corresponden a tierra firme y (0,94 %) 1,76 km² es agua.

## Demografía
Según el censo de 2010, había 611 personas residiendo en el municipio de Norwich. La densidad de población era de 3,25 hab./km². De los 611 habitantes, el municipio de Norwich estaba compuesto por el 97,87 % blancos, el 1,15 % eran amerindios, el 0,16 % eran de otras razas y el 0,82 % eran de una mezcla de razas. Del total de la población el 0,33 % eran hispanos o latinos de cualquier raza.